# Maria Dorothea van Württemberg

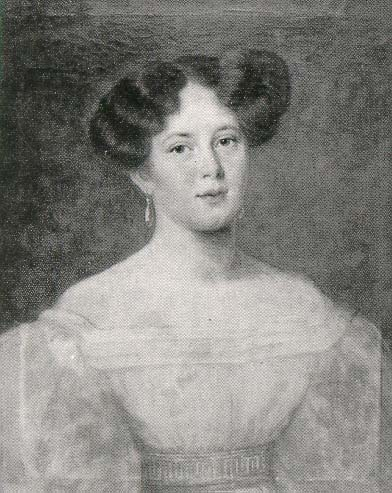
Maria Dorothea van Württemberg

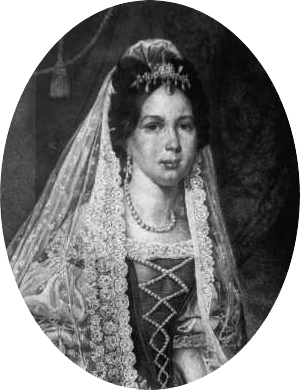
Prinses Maria Dorothea van Württemberg

Maria Dorothea Louise Wilhelmina Caroline van Württemberg (Pokój, Polen, 1 november 1797 — Boeda, Hongarije, 30 maart 1855), was de dochter van Lodewijk van Württemberg en Henriëtte van Nassau-Weilburg.

## Huwelijk en gezin
Ze trouwde op 24 augustus 1819 te Kirchheim unter Teck met Jozef Anton Johan van Oostenrijk, aartshertog van Oostenrijk. Hij was de zoon van keizer Leopold II. Jozef en Marie Dorothea kregen vijf kinderen:
- Francisca (31 juli – 23 augustus 1820)
- Alexander (1825-1837)
- Elisabeth Francisca Maria (1831-1903), getrouwd met Ferdinand Karel van Oostenrijk-Este, een zoon van Frans IV van Modena, en getrouwd met Karel Ferdinand van Oostenrijk, een kleinzoon van keizer Leopold II en van Frederik Willem van Nassau-Weilburg
- Jozef (1833-1905), getrouwd met Clotilde van Saksen-Coburg en Gotha, de dochter van August van Saksen-Coburg en Gotha en dus de zus van Ferdinand I van Bulgarije
- Maria Hendrika (1836-1902), getrouwd met koning Leopold II van België

## Voorouders
| Voorouders van Maria Dorothea van Württemberg | Voorouders van Maria Dorothea van Württemberg                                                                 | Voorouders van Maria Dorothea van Württemberg                                                                 | Voorouders van Maria Dorothea van Württemberg                                                                 | Voorouders van Maria Dorothea van Württemberg                                                                 | Voorouders van Maria Dorothea van Württemberg                                                   | Voorouders van Maria Dorothea van Württemberg                                                   | Voorouders van Maria Dorothea van Württemberg                                             | Voorouders van Maria Dorothea van Württemberg                                             |
| --------------------------------------------- | --- | --- | --- | --- | ----------------------------------------------------------------------------------------------- | ----------------------------------------------------------------------------------------------- | ----------------------------------------------------------------------------------------- | ----------------------------------------------------------------------------------------- |
| Overgrootouders                               | Karel Alexander van Württemberg (1684–1737) ∞ Maria Augusta von Thurn und Taxis (1706–1756)                   | Karel Alexander van Württemberg (1684–1737) ∞ Maria Augusta von Thurn und Taxis (1706–1756)                   | Frederik Willem van Brandenburg-Schwedt (1700–1771) ∞ Sophia Dorothea van Pruisen (1719–1765)                 | Frederik Willem van Brandenburg-Schwedt (1700–1771) ∞ Sophia Dorothea van Pruisen (1719–1765)                 | Karel August van Nassau-Weilburg (1685-1753) ∞ Augusta Frederica van Nassau-Idstein (1699-1750) | Karel August van Nassau-Weilburg (1685-1753) ∞ Augusta Frederica van Nassau-Idstein (1699-1750) | Willem IV van Oranje-Nassau (1711-1751) ∞ Anna van Hannover (1709-1759)                   | Willem IV van Oranje-Nassau (1711-1751) ∞ Anna van Hannover (1709-1759)                   |
| Grootouders                                   | Frederik Eugenius van Württemberg (1732-1797) ∞ Frederika Dorothea Sophia van Brandenburg-Schwedt (1736-1798) | Frederik Eugenius van Württemberg (1732-1797) ∞ Frederika Dorothea Sophia van Brandenburg-Schwedt (1736-1798) | Frederik Eugenius van Württemberg (1732-1797) ∞ Frederika Dorothea Sophia van Brandenburg-Schwedt (1736-1798) | Frederik Eugenius van Württemberg (1732-1797) ∞ Frederika Dorothea Sophia van Brandenburg-Schwedt (1736-1798) | Karel Christiaan van Nassau-Weilburg (1735-1788) ∞ Carolina van Oranje-Nassau (1743-1787)       | Karel Christiaan van Nassau-Weilburg (1735-1788) ∞ Carolina van Oranje-Nassau (1743-1787)       | Karel Christiaan van Nassau-Weilburg (1735-1788) ∞ Carolina van Oranje-Nassau (1743-1787) | Karel Christiaan van Nassau-Weilburg (1735-1788) ∞ Carolina van Oranje-Nassau (1743-1787) |
| Ouders                                        | Lodewijk van Württemberg (1756-1817) ∞ 1754 Henriëtte van Nassau-Weilburg (1780-1857)                         | Lodewijk van Württemberg (1756-1817) ∞ 1754 Henriëtte van Nassau-Weilburg (1780-1857)                         | Lodewijk van Württemberg (1756-1817) ∞ 1754 Henriëtte van Nassau-Weilburg (1780-1857)                         | Lodewijk van Württemberg (1756-1817) ∞ 1754 Henriëtte van Nassau-Weilburg (1780-1857)                         | Lodewijk van Württemberg (1756-1817) ∞ 1754 Henriëtte van Nassau-Weilburg (1780-1857)           | Lodewijk van Württemberg (1756-1817) ∞ 1754 Henriëtte van Nassau-Weilburg (1780-1857)           | Lodewijk van Württemberg (1756-1817) ∞ 1754 Henriëtte van Nassau-Weilburg (1780-1857)     | Lodewijk van Württemberg (1756-1817) ∞ 1754 Henriëtte van Nassau-Weilburg (1780-1857)     |
| Maria Dorothea van Württemberg (1757-1831)    | | | | |                                                                                                 |                                                                                                 |                                                                                           |                                                                                           |